# Kevin McCrimmon
Kevin Mor McCrimmon (setembro de 1941) é um matemático estadunidense, especialista em álgebras de Jordan. É conhecido por sua introdução das álgebras quadráticas de Jordan em 1966.
McCrimmon frequentou a escola secundária em Champaign-Urbana, Illinois, e recebeu o grau de bacharel em matemática em 1960 no Reed College em Portland, Oregon. Obteve um Ph.D. na Universidade Yale em 1965, com a tese Norms and Noncommutative Jordan Algebras, orientado por Nathan Jacobson. McCrimmon dispendeu seus anos finais como estudante de pós-graduação na Universidade de Chicago, quando Nathan Jacobson passou um ano de afastamento não remunerado visitando Chicago e o Japão no ano acadêmico 1964–1965. No pós-doutorado esteve no Instituto de Tecnologia de Massachusetts de 1965 a 1967, por um ano como um pós-doutorando no Air Force Research Laboratory e no ano seguinte como um C.L.E. Moore instructor. Em 1967 foi indicado membro do Centro de Estudos Avançados da Universidade de Virgínia (UVA), em 1968 professor associado da UVA e em 1972 professor pleno da UVA, onde aposentou-se. He was chair of the mathematics department from 1972 to 1975.
McCrimmon foi palestrante convidado do Congresso Internacional de Matemáticos em Vancouver (1974: Quadratic methods in nonassociative algebras). Foi eleito fellow da American Mathematical Society em 2017.

## Publicações selecionadas
- com Richard D. Schafer. "On a class of noncommutative Jordan algebras." Proceedings of the National Academy of Sciences 56, no. 1 (1966): 1–4. PMC 285663
- "A general theory of Jordan rings." Proceedings of the National Academy of Sciences 56, no. 4 (1966): 1072–1079. PMC 220000
- "The radical of a Jordan algebra." Proceedings of the National Academy of Sciences 62, no. 3 (1969): 671–678. PMC 223650
- "The Freudenthal-Springer-Tits constructions of exceptional Jordan algebras." Transactions of the American Mathematical Society 139 (1969): 495–510. doi:10.2307/1995337
- "On Herstein's theorems relating Jordan and associative algebras." Journal of Algebra 13, no. 3 (1969): 382–392. doi:10.1016/0021-8693(69)90081-7
- "Noncommutative Jordan rings." Transactions of the American Mathematical Society 158 (1971): 1–33. doi:10.1090/S0002-9947-1971-0310024-7
- "Inner ideals in quadratic Jordan algebras." Transactions of the American Mathematical Society 159 (1971): 445–468.
- "Jordan algebras and their applications." Bulletin of the American Mathematical Society 84, no. 4 (1978): 612–627. doi:10.1090/S0002-9904-1978-14503-0
- com Leslie Hogben: "Maximal modular inner ideals and the Jacobson radical of a Jordan algebra." Journal of Algebra 68, no. 1 (1981): 155–169. doi:10.1016/0021-8693(81)90291-X
- com Ephim Zel'manov: "The structure of strongly prime quadratic Jordan algebras." Advances in Mathematics 69, no. 2 (1988): 133–222. doi:10.1016/0001-8708(88)90001-1
- A taste of Jordan algebras. Springer Science & Business Media, 2006.[5][6][7]